# 普列列斯特诺耶农村居民点
普列列斯特诺耶农村居民点（俄语：Прелестненское сельское поселение）是俄罗斯联邦别尔哥罗德州普洛霍罗夫卡区所属的一个农村居民点。其下辖有10个居民点，行政中心为普列列斯特诺耶。据2016年统计，该农村居民点的人口为1284人。